# کریستن ویزبال
کریستن ویزبال (انگلیسی: Kristen Visbal؛ زادهٔ ۳ دسامبر ۱۹۶۲) مجسمه‌ساز اهل ایالات متحده آمریکا است. مجسمهٔ دختر بی‌پروا از آثار اوست.